# Estación de Nofuentes
Nofuentes fue una estación de ferrocarril situada en la localidad española de Nofuentes, dentro del término municipal de Merindad de Cuesta-Urria, que pertenecía al ferrocarril Santander-Mediterráneo. En la actualidad las instalaciones se conservan intactas y son empleadas con fines particulares.

## Situación ferroviaria
Las instalaciones se encontraban situadas en el punto kilométrico 326,777 de la línea férrea de ancho ibérico Santander-Mediterráneo, a 551 metros de altitud sobre el nivel del mar.

## Historia
Construida por la Compañía del Ferrocarril Santander-Mediterráneo, entraría en servicio en noviembre de 1930 con la inauguración del tramo Trespaderne-Cidad. La estación llegó a contar con hasta tres vías de servicio. En 1941, con la nacionalización de los ferrocarriles de ancho ibérico, las instalaciones pasaron a manos de RENFE. Tras caer paulatinamente en declive, en 1969 las instalaciones fueron rebajadas de categoría y reclasificadas como un apeadero, siendo suprimida la vía de sobrepaso. Dejó de prestar servicio con la clausura al tráfico de la línea Santander-Mediterráneo en 1985. En 2013 el edificio de la estación fue adquirido por un particular y rehabilitado como vivienda.